# Niewęgłosz
Niewęgłosz – wieś w Polsce położona w województwie lubelskim, w powiecie radzyńskim, w gminie Czemierniki.
W latach 1975–1998 miejscowość administracyjnie należała do województwa bialskopodlaskiego.
Wieś stanowi sołectwo gminy Czemierniki. Według Narodowego Spisu Powszechnego z roku 2011 wieś liczyła 453 mieszkańców.
Wierni kościoła rzymskokatolickiego należą do parafii Matki Bożej Nieustającej Pomocy w Radzyniu Podlaskim.

## Części miejscowości
| SIMC    | Nazwa      | Rodzaj    |
| ------- | ---------- | --------- |
| 0011222 | Branka     | osada     |
| 0011239 | Podlas     | kolonia   |
| 0011245 | Rozwil     | kolonia   |
| 0011251 | Stara Wieś | część wsi |

## Historia
Niewęgłosz wieś w gminie Czemierniki. Szlachecka wieś działowa z przełomu XIV i XV wieku. Występuje w dokumentach źródłowych jako Noweglosz i Neweglosz w 1409 roku, zaś w 1416 r. pisano ją Nyeweglosz. Wskutek sprzedaży, także podziałów, a potem powtórnego scalania działów, w końcu XV wieku działy „Gruszki” i „Dzierzki” łączą się z główną wsią Niewegłosz, zaś dział Lichty wyodrębnia się stanowiąc samodzielną wieś.

W zapisach z ksiąg beneficjów z 1529 roku, w parafii Czemierniki występują Nyewegloss tota oraz Lychty (Liber Retaxationum 422). W 1531 r. zapisano wieś główną jako „Nyewaglos antiquus”, zapewne w odróżnieniu od istniejącego Niewęgłosza Lichtów. Nyewąglosch (Niewąglosz) antiqua zapisana też w 1552 roku. W roku zaś 1580 r. występuje Nieweglosz stary. W 1620 r. jeszcze używano nazwy Nieweglos Stare, ale od 1683 r. już tylko Niewegłosz (Akta wizytacyjne Diecezji Lubelskiej 98 67), w tym czasie „Niewęgłosz Lichty” zaczęto nazywać Lichty.